# Face
Face (рус. Фе́йс; настоящее имя — Ива́н Тимофе́евич Дрёмин; род. 8 апреля 1997, Уфа), — российский рэпер, певец и автор песен. Музыкант года 2019 по версии GQ. В марте 2022 года уехал из России, заявив о намерении больше никогда не возвращаться.

## Биография

### 1997—2014: Ранние годы
Иван Дрёмин родился 8 апреля 1997 года в Уфе. Его родители развелись, когда ему ещё не было года. Отец Тимофей Дрёмин родился в 1968 году, в 1980-е годы был фарцовщиком в Ленинграде, в 1990-е годы — владельцем ларьков и кафе в Уфе, позже стал грузчиком. Мать после развода стала много времени уделять церкви. Есть старший брат Богдан 1992 года рождения. Оба крещёные, сыновья выстаивали с матерью долгие часы утренних и вечерних служб. Когда Иван пошёл в восьмой класс, его матери был поставлен диагноз шизофрения, год она находилась в психиатрической больнице, где ей дали инвалидность.
Учился в лицее № 5 города Уфы. Учился крайне плохо, на двойки, не ладил с одноклассниками. До седьмого класса учился в музыкальной школе, позже занимался боксом, получал медали в городских соревнованиях. С детства любил музыку, мечтал быть похожим на своих любимых исполнителей: Виктора Цоя, Земфиру, «Короля и Шута», Tokio Hotel.
В юности много хулиганил, состоял во многих уличных объединениях (радикальных ультранационалистических взглядов, АУЕ) и был завсегдатаем местных полицейских участков, о чём не раз упоминал в своих песнях.
Получил среднее образование и по результатам ЕГЭ не поступил ни в один вуз, так как для поступления на бюджет баллов было недостаточно, а оплачивать контрактную форму обучения не представлялось возможным для его семьи. После Дрёмин устроился на работу в гостиницу помощником администратора, но, проработав всего один день, понял, что это не для него, и ушёл. В какой-то момент решил серьёзно заняться музыкой после того, как он посетил уфимский концерт Pharaoh, Дрёмин понял, что хочет быть на сцене, а не под ней.
Вместе со старшим братом Богданом придумал себе прозвище Face, которое, по словам самого Дрёмина, характеризует его многоликость и постоянные метаморфозы в творчестве.
Дрёмин страдает паническими атаками. Две недели лечился в психиатрической больнице.
Также Ивана не взяли в армию из-за татуировок на лице и ряда заболеваний.

### 2015: начало музыкальной карьеры
Первую песню записал в 2015 году, за месяц до окончания школы, на деньги бабушки. Уже в октябре выпустил свой первый мини-альбом «Проклятая печать». На пластинку вошло шесть песен: «Шаринган», «Гоша Рубчинский», «Rock Star», «Проклятая печать», «Суицид» и бонус-трек «Бездельник». Сам артист свой дебют охарактеризовал «мыслями подростка».

### 2016: «Гоша Рубчинский» и первый успех
Впервые о Дрёмине заговорили после клипа на трек «Гоша Рубчинский», бюджет которого составил 200 рублей. Заметки о рэпере появились в таких англоязычных изданиях о моде и стиле, как Highsnobiety и Hypebeast. Как рэпер признавался позже, он заранее знал, что песня станет хотя бы локальным хитом, и писал её, «чтобы хайпануть».
7 марта 2016 года выпустил мини-альбом Vlone (5 песен), 9 июня — Mayhem (3 песни), 25 июля — Playboy (4 песни).

### 2017: «Бургер» и студийные альбомы
13 января 2017 года состоялся выход мини-альбома Revenge (8 песен).
8 апреля на своё 20-летие Дрёмин выпустил дебютный студийный альбом Hate Love. В него вошло 16 треков, не считая одного бонусного. В песне «Лиза» использовался нелицензированный семпл из композиции «Conditions» группы Squirrel Flower, из-за чего третий трек из альбома был впоследствии изъят. В этом альбоме Face предпринимает первые попытки высказать свою личную позицию. В песне «Твоя тёплая постель» Иван осуждает людей, которых не волнует ничего, кроме своего существования в четырёх стенах, а в «Я нормальный» сатирически примеряет на себя роль менеджера среднего звена, «неспособного на поступки и живущего чужим умом». Отдельного рассмотрения стоит песня «Десять пенсий», в которой рэпер описывает своё благосостояние весьма оригинальной мерой.
Именно после выпуска Revenge и Hate Love Face получил широкую известность в молодёжных кругах.
Во многих песнях у рэпера фигурирует имя Лиза. Это девочка, в которую Дрёмин был безответно влюблён в школе. Девушка на сегодняшний день[какой?] работает архитектором. Её лицо изображено на обложке большого дебюта артиста.
6 августа представил свой первый профессиональный клип «Бургер».
10 сентября состоялась премьера альбома No Love, запись во «ВКонтакте» с которым собрала 14,3 млн просмотров, 378 тысяч лайков и 35 тысяч репостов. В него вошло 9 композиций и один бонус-трек. «Это мысли человека в глубокой депрессии, — описывает свой второй альбом Иван. — Треки, которые поверхностно кажутся весёлыми бэнгерами, как раз отражают ту часть жизни депрессивного человека, когда он ходит и всем специально улыбается». Как и Hate Love, No Love был написан за одну неделю, а до конечного результата доведён — за две.
11 октября дал интервью Юрию Дудю в рамках передачи «вДудь».

### 2018: «Пути неисповедимы»
17 января анонсировал альбом под рабочим названием Public Enemy.
22 июня Иван Дрёмин заявил, что уходит в армию, но позже стало известно, что это не так. Через несколько дней после своего заявления рэпер анонсировал гастрольный тур по 24 городам России и Украины.
1 сентября опубликовал видео, в котором он сбривает своё фирменное каре. С этого момента, FACE стал другим, окончательно избавившись от своего старого образа.
2 сентября артист выпустил остросоциальный альбом «Пути неисповедимы». Как рассказал об альбоме сам Face, ему нужно было «снять с души груз детских травм», и своей работой он горд. В альбом вошло 8 трэп-песен о законе, тюрьме, свободе и Боге. Как музыкальную единицу альбом критики приняли в целом прохладно, но сдержанно похвалили автора за транслируемый посыл и смелость так резко сменить вектор творчества, рискнув всем, что он имеет.
2 октября в сообществе артиста на сайте «ВКонтакте» появилось сообщение, что запланированный на осень тур полностью отменяется, причины названы не были. 4 октября на сайте «Варламов.ру» появилась информация, что отмена произошла по причине низких продаж билетов на мероприятия, о чём якобы рассказал приближённый к музыканту. Организацией тура занималась команда OutCon, которая также сотрудничает с Монеточкой, Хаски и Данилой Поперечным. Сооснователь самарской промогруппы JBC Promotion Борис Елатомцев рассказал, что, по данным партнёра OutCon по продажам, билеты распространялись неплохо и даже приближались к солд-ауту, поэтому отказ от тура повлёк для организаторов ощутимые убытки. Основатель OutCon Евгений Крамар добавил, что никто из окружения Ивана не знаком с Варламовым, чтобы что-то ему рассказывать, и что команда поехала бы даже в убыточный тур.

### 2019: «Slime» и «12»
1 февраля 2019 года Face выпустил свой первый микстейп Slime. В поддержку релиза были выпущены такие клипы, как «Woof», «Спасательный круг» и «Мой калашников». На пластинку вошло 9 преимущественно трэп-песен, среди которых нашлось место и джи-фанковому номеру (песня «Paws»).
12 февраля выпустил видеоклип — саундтрек к фильму «Юморист» Михаила Идова. Песня попала в финальные титры картины. Режиссёр рассказал, что после ознакомления с альбомом Face «Пути неисповедимы» обнаружил «чёткую связь» между артистом и главным героем фильма: «И Фейс, и Борис Аркадьев — люди, от которых публика ждёт, скажем так, простых развлечений, но оба быстро устают быть шутами и пытаются говорить о том, что их по-настоящему волнует». Одноимённую композицию «Юморист» рэпер решил записать сам после просмотра картины. Съёмки клипа проходили на замаскированном под корабль дебаркадере в Санкт-Петербурге, режиссёром-постановщиком выступил Михаил Идов.
27 марта стал гостем телепередачи «Вечерний Ургант».
24 сентября состоялся релиз макси-сингла «Почему это лучше, чем твой полноценный альбом?» состоящего из двух композиций.
1 октября выпустил четвёртый студийный альбом 12. Альбом содержит 10 сольных композиций, посвящённых проблемам детства, нынешнего времени и взаимоотношения государства и правоохранителей с народом.
В 2019 году FACE попал в список Forbes «40 самых успешных звёзд страны моложе 40 лет» и занял 34 строчку рейтинга. Издание оценило доход исполнителя в 500 тысяч долларов.
13 декабря Издание The Flow поместило трек «Юморист» на первое место в рейтинге «50 лучший песен 2019». На 28 месте оказался январский сингл Дрёмина «Мой Калашников».
19 декабря музыкант сообщил, что уже находится в работе над новым альбомом.

### 2020—2021: «Искренний»
23 января 2020 года на YouTube-канале артиста вышел ролик «212», посвящённый арестантам «Московского дела». Видео представляет собой инструкцию для передачи посылок в СИЗО. В нём рэпер вместе с Дарьей Блиновой (невеста, а чуть позже жена Егора) и экс-фигурантом дела Алексеем Миняйло, музыкант собрал передачу для ещё одного политзаключённого — Егора Лесных. Егору грозило три года за то, что он заступился за безоружных людей, которых на митинге 27 июля избивала полиция.

 Многим людям, наверное, будет интересно, почему я этим занимаюсь, почему я здесь сижу и собираю передачу человеку, которого даже лично не знаю. Егор Лесных как и многие ребята, которые были осуждены <…> и ещё ждут суда, в целом не сделали ничего страшного, ничего такого, что заслуживает суда, и уж точно они не заслуживают тюремных сроков.
Сказал Дрёмин, добавив что "попасть в подобную ситуацию и уехать на трёшку ни за что может каждый". FACE также призвал писать письма фигурантам «Московского дела» и поддерживать всех политзаключённых.
1 июля Дрёмин выложил в своих соцсетях отрывок нового трека, написав, что выпустит его, если под постом наберётся 50 тысяч комментариев. Уже за первый час количество комментариев превысило эту отметку и через неделю состоялся выход трека «Надежда».
7 октября в день рождения возлюбленной рэпера Марьяны Ро, FACE выпустил трек «Пусси». Уже через два дня состоялся релиз нового трека «Просто», видеоклип на который был снят на малой родине рэпера — в Уфе.
15 декабря вышел сингл «Рэйман». 22 декабря рэпер выпустил клип, ключевым моментом которого является отсутствие татуировок на его лице. Позже Дрёмин опроверг удаление рисунков с лица.
26 февраля 2021 года рэпер выпустил EP «Жизнь удалась». Пластинка состоит из 4 треков, включая вышедший ранее сингл «Рэйман». 5 марта на YouTube-канале музыканта вышел клип на песню    «Плачу». По сюжету FACE продолжает историю, начатую в декабрьском видео «Рэйман», углубляясь в концептуальность своего творчества. Несмотря на оптимистичный настрой мини-альбома «Жизнь удалась», новый клип показывает мрачную реальность. FACE, находясь в психиатрической больнице, окружён пациентами с такими же татуировками на лице и руках, проходит лечение и пытается сбежать. В финале он находит костюм и галстук из клипа «Рэйман», связывая два видео.
19 марта FACE выпустил EP «Варвар». Мини-альбом состоит из 6 композиций, и повествует о ранней уличной жизни Дрёмина и о его взаимодействии с правоохранительными органами. 26 марта музыкант выпустил клип на песню «Ван-Дейк». По сюжету уставший от работы таксистом герой Дрёмина ввязывается в криминал, оставляя закладки по городу. В финале экранизации трека, рэпера ловит полиция и он оказывается за решёткой. Некоторые сцены клипа отсылают к фильму «Таксист» 1976 года с Робертом де Ниро в главной роли.
8 апреля в день рождения рэпера состоялся выпуск лирического альбома «Искренний». Релиз посвящён возлюбленной рэпера Марьяне Ро, проблемам детства и юношества и взаимоотношении с родиной. Ранее в эту же дату, 8 апреля 2017 года, в 20-летие рэпера состоялся релиз дебютного студийного альбома Hate Love.
15 июня на YouTube-канале Дмитрия Гордона вышло интервью с Иваном Дрёминым. В разговоре были затронуты темы творчества, отношения рэпера с религией, шизофрении матери, малой родины музыканта Уфы. Не обошлось также и без упоминания возлюбленной рэпера Марьяны Ро и её бывшего парня Ивангая.
27 августа вышел последний релиз рэпера в 2021 году. EP получило название «Krazy». Мини-альбом состоит из 4 композиций, в том числе показанных в феврале на трансляции в Instagram «Амири» и «Родила».
24 сентября на YouTube-канале FACE появилось Live исполнение композиции «Расстояние» с апрельского альбома         «Искренний».
Осенью 2021 года концертные площадки по всей России столкнулись с угрозами со стороны МВД, ФСБ и администраций городов. Причиной стал «Искренний» тур FACE. Сам музыкант связывал это с проявлением его гражданской позиции. Дрёмин часто появлялся на оппозиционных концертах, несколько раз поддерживал Алексея Навального в своих социальных сетях, а в апреле 2021 года вместе с рэперами Oxxxymiron и Noize MC был замечен на акции протеста в его поддержку.

### 2022: Stand With Ukraine Tour
5 января 2022 года FACE покинул Россию. Об этом сообщила тётя музыканта — заместитель председателя общественной палаты Башкортостана Кристина Недорезова. По её словам родину артист покинул не из-за собственного желания, а под давлением властей. В конце месяца музыкант вернулся в Россию, анонсировав новый концерт в Москве 24 марта.
18 февраля на YouTube-канале музыканта состоялась премьера Live версии песни «Домино», третьей и наиболее популярной композиции альбома «Искренний».
12 марта рэпер осудил российское вторжение в Украину, завершил свою деятельность в России и выехал из неё, заявив «Я больше не собираюсь платить налоги в Россию, я уехал и больше не приеду в Россию, я больше не буду давать концерты в России... Я прошу прощения у всего украинского народа, за те страдания, которые причинила вам наша страна».
26 марта Дрёмин удалил музыку с российских площадок, заявив, что прекращает с ними сотрудничество:

На российских стриминговых платформах моей музыки больше нет. Мне тяжело об этом сообщать, но я не имею морального права работать с прогосударственными музыкальными сервисами, учитывая сложившуюся ситуацию.

Музыка артиста исчезла из Яндекс Музыки, ВКонтакте и «VK Музыки».
27 и 28 марта Дрёмин совместо с рэпером «T-Fest», группами «Нервы» и «Пошлая Молли» отыграл два благотворительных концерта в Варшаве. Вся прибыль от продажи билетов и полученных донатов на прямой трансляции, были направлены в поддержку пострадавшим от войны украинцам.
30 марта Юрий Дудь выпустил новое интервью с FACE. Темой разговора стали война в Украине, молчание других артистов, эмиграция Дрёмина, его старый образ, остросоциальный альбом «Пути неисповедимы» и самый популярный трек рэпера «Юморист».
8 апреля, в 25-летие артиста, Минюст России внёс его в реестр — «иностранных агентов». Дрёмин стал первым музыкантом, получившим такой статус.
11 апреля на YouTube-канале Дмитрия Гордона появилось второе интервью с Иваном Дрёминым. Основной темой разговора стала эмиграция артиста и рассуждение о войне в Украине.
В мае-июне 2022 года в рамках тура «Stand With Ukraine Tour», FACE сыграл 10 совместных концертов с группой «Порнофильмы» и «Нервы». Выступления прошли в Израиле, Грузии, Турции, Эстонии, Латвии, Литве и в трёх городах Польши. Вся выручка пошла на помощь пострадавшим от войны украинцам.

### 2023: «Ничего хорошего»
10 февраля 2023 года вышел первый, после долгого отсутствия нового музыкального материала, сингл «Прада».
14 августа кировский районный суд Уфы оштрафовал музыканта на 30.000 рублей за непредоставление отчёта о деятельности иноагента. Протокол был составлен по части 2 статьи 19.34 КоАП «Непредоставление отчёта о своей деятельности лицом, признанным иноагентом».
1 сентября рэпер выпустил первый после отъезда из России альбом — «Ничего хорошего».
23 ноября Федеральная служба судебных приставов начала розыск имущества Дрёмина. Приставы планировали арестовать имущество рэпера. Поводом стал не оплаченный в августе штраф.
25 ноября отец музыканта Тимофей Дрёмин дал интервью башкирскому изданию «UFA1RU». В разговоре были затронуты темы эмиграции Ивана и его нынешней жизни. Отвечая на вопрос о статусе «иноагента» сына, Тимофей сказал так: «Он не считает себя иноагентом. И я его не считаю иноагентом, я его вот считаю патриотом».

### 2024 — н. в.
26 января 2024 года музыкантом был анонсирован новый плейлист, получивший название «Бог рэпа». 15 марта запись с анонсом пропала со всех соцсетей.
26 февраля в советский районный суд Уфы поступило дело в отношении Ивана Дрёмина. Поводом стало размещение рэпером постов в соцсетях без плашки «иноагента». Дело возбуждено по части 4 статьи 19.34 КоАП РФ.
18 апреля вышел новый сингл  «Ненавижу». Через неделю, 25 апреля, лаконично написав «благодарю всех кто с нами», музыкант выпустил трек «От Земли».
7 июня состоялся выход седьмого студийного альбома «Бог рэпа». В релиз вошло 11 сольных треков. В композиции «Виктор Баринов» Дрёмин впервые выступает в качестве продюсера.
18 июля МВД России объявило в розыск Ивана Дрёмина по статье УК

## Личная жизнь
С сентября 2017 года встречается с видеоблогером Марьяной Ро. Его отец, Тимофей Дрёмин, в 2019 году тоже был видеоблогером: его канал назывался «Тимоха против всех», и там он обозревал творчество русских рэперов.

## Скандалы
Во время осеннего тура 2017 концерт Face в Минске был отменён Генпрокуратурой, однако спустя некоторое время появилась информация, что Генпрокуратура «формально» разрешила выступить артисту: с условием, что тот не будет использовать ненормативную лексику. Face выступить в Беларуси не удалось, так как концертная площадка в этот день закрылась якобы по техническим причинам.
18 августа 2020 года Роспотребнадзор запретил текст песни Face «Суицид». В написанной исполнителем в самом начале своей карьеры песне ведомство обнаружило пропаганду самоубийства. 26 июля 2021 года песня стала одной из причин блокировок сайта Genius на территории России. Позже текст трека был запрещён на всех сайтах и удалён со всех площадок.
28 сентября 2021 года Face рассказал об отмене выступлений в Красноярске, Нижнем Новгороде, Омске, Самаре, Новосибирске и других городах из-за угроз властей организаторам концертов. Рэпер связал это со своей гражданской позицией. Ранее он высказывался в поддержку лидера оппозиции Алексея Навального, а также присутствовал на акциях протеста.
12 марта 2022 года выступил против вторжения России на Украину. Завершил свою деятельность в России и выехал из страны, заявив о намерении не возвращаться, — как отметил он в своём инстаграмм-аккаунте и других социальных сетях. Также в частности это решение обусловлено личным несогласием с вектором развития внутренней политики России и нападками со стороны поддерживающих российское правительство.
8 апреля 2022 года Минюст России внёс рэпера в реестр СМИ — «иностранных агентов».

## Дискография

### Студийные альбомы
| Год  | Название            | Дата выхода |
| ---- | ------------------- | ----------- |
| 2017 | Hate Love           | 8 апреля    |
| 2017 | No Love             | 10 сентября |
| 2018 | «Пути неисповедимы» | 2 сентября  |
| 2019 | «12»                | 1 октября   |
| 2021 | «Искренний»         | 8 апреля    |
| 2023 | «Ничего хорошего»   | 1 сентября  |
| 2024 | «Бог рэпа»          | 7 июня      |

### Микстейпы
| Год  | Название | Дата выхода |
| ---- | -------- | ----------- |
| 2019 | Slime    | 1 февраля   |

### Мини-альбомы
| Год  | Название           | Дата выхода |
| ---- | ------------------ | ----------- |
| 2015 | «Проклятая печать» | 30 октября  |
| 2016 | Vlone              | 7 марта     |
| 2016 | Mayhem             | 9 июня      |
| 2016 | Playboy            | 25 июля     |
| 2017 | Revenge            | 13 января   |
| 2021 | «Жизнь удалась»    | 26 февраля  |
| 2021 | «Варвар»           | 19 марта    |
| 2021 | Krazy              | 27 августа  |

### Синглы
| Год  | Название                                                       | При участии | Альбом             |
| ---- | -------------------------------------------------------------- | ----------- | ------------------ |
| 2015 | «Веб-панк»                                                     | Соло        | Внеальбомный сингл |
| 2015 | «Саб-Зиро (Freestyle)»                                         | Соло        | Внеальбомный сингл |
| 2015 | «Kanji»                                                        | Соло        | Внеальбомный сингл |
| 2015 | «Mask»                                                         | Heartsnow   | Внеальбомный сингл |
| 2015 | «Murder»                                                       | DJ Smokey   | Внеальбомный сингл |
| 2015 | «All Good»                                                     | Соло        | Внеальбомный сингл |
| 2015 | «Кот»                                                          | Соло        | Внеальбомный сингл |
| 2016 | «Skate», «Baby face» (Макси-сингл)                             | Соло        | Внеальбомный сингл |
| 2016 | «Vlone»                                                        | ObrazKobra  | Внеальбомный сингл |
| 2016 | «Flatrave»                                                     | Heartsnow   | Внеальбомный сингл |
| 2016 | «Blazer»                                                       | Соло        | Внеальбомный сингл |
| 2016 | «Megan Fox»                                                    | Enique      | Внеальбомный сингл |
| 2016 | «Payback»                                                      | Соло        | Внеальбомный сингл |
| 2016 | «Vlone»                                                        | Соло        | Revenge            |
| 2016 | «Мне похуй»                                                    | Соло        | Внеальбомный сингл |
| 2016 | «Я ебанутый»                                                   | Соло        | Внеальбомный сингл |
| 2016 | «Иди нахуй»                                                    | Lizer       | Внеальбомный сингл |
| 2017 | «Бургер»                                                       | Соло        | Внеальбомный сингл |
| 2017 | «Baby»                                                         | Соло        | Внеальбомный сингл |
| 2017 | «Я роняю запад»                                                | Соло        | Внеальбомный сингл |
| 2017 | «24 на 7»                                                      | Соло        | Внеальбомный сингл |
| 2018 | «Земфира»                                                      | Соло        | Внеальбомный сингл |
| 2019 | «Southside Baby»                                               | Соло        | Внеальбомный сингл |
| 2019 | «Woof»                                                         | Соло        | Slime              |
| 2019 | «Мой Калашников»                                               | Соло        | Slime              |
| 2019 | «Юморист»                                                      | Соло        | Внеальбомный сингл |
| 2019 | «Почему это лучше, чем твой полноценный альбом?» (Макси-сингл) | Соло        | Внеальбомный сингл |
| 2020 | «Надежда»                                                      | Соло        | Внеальбомный сингл |
| 2020 | «Пусси»                                                        | Соло        | Внеальбомный сингл |
| 2020 | «Просто»                                                       | Соло        | Внеальбомный сингл |
| 2020 | «Рэйман»                                                       | Соло        | «Жизнь удалась»    |
| 2023 | «Прада»                                                        | Соло        | Внеальбомный сингл |
| 2024 | «Ненавижу»                                                     | Соло        | Внеальбомный сингл |
| 2024 | «От Земли»                                                     | Соло        | Внеальбомный сингл |

### Как приглашённый артист
| Год  | Артист             | Название                   | Альбом                                    |
| ---- | ------------------ | -------------------------- | ----------------------------------------- |
| 2016 | Heartsnow          | «Они нас знают», «Alcohol» | Dance Macabre                             |
| 2016 | Соло               | «January», «Vans»          | Trap House Magazine: The Mixtape (Part 2) |
| 2016 | Ar.Ze$             | «Кто здесь Boss»           | No Control                                |
| 2016 | BadCurt            | «Vpn + Tor»                | Holy Victoria, Wiwe                       |
| 2017 | Yanix              | «Флоу»                     | «Шоу улиц гетто 2.5»                      |
| 2017 | Yanix              | «Верить»                   | «Пока трэп не разлучит нас»               |
| 2018 | Пашка              | «Пашка»                    | «Пашка»                                   |
| 2018 | Krestall / Courier | «От первого лица»          | Zodiac                                    |

### Видеография
- 2016 — «Гоша Рубчинский»
- 2016 — «Megan Fox» (совместно с Enique)
- 2016 — «Бляяя Фэйс вот ты флексишь»
- 2017 — «Мне похуй»
- 2017 — «Бургер»
- 2018 — «Я роняю запад»
- 2019 — «Woof»
- 2019 — «Мой калашников»
- 2019 — «Юморист (Original Motion Picture Soundtrack)»
- 2019 — «Спасательный круг»
- 2020 — «Просто»
- 2020 — «Рэйман»
- 2021 — «Плачу»
- 2021 — «Ван Дейк»
- 2021 — «Расстояние» (Live)
- 2022 — «Домино» (Live)

## Фильмография
| Год  | Фильм                 | Роль                 |
| ---- | --------------------- | -------------------- |
| 2019 | BEEF: Русский хип-хоп | В роли самого себя   |
| 2019 | Юморист               | Написанный саундтрек |

## Концертные туры
- 2017 — Hate Love Tour
- 2017 — Kill Your Friends Tour
- 2018 — «Тур 2018» (Отменён)
- 2019 — King Slime
- 2021 — «Искренний Tour»
- 2022 — Stand With Ukraine Tour (совместно с «Нервы» и «Порнофильмы»)

## Награды и номинации
| Год  | Церемония                                  | Категория                  | Результат |
| ---- | ------------------------------------------ | -------------------------- | --------- |
| 2019 | GQ                                         | Музыкант года              | Победа    |
| 2019 | Forbes                                     | 40 до 40                   | Победа    |
| 2019 | ZD Awards                                  | Хип-хоп артист года        | Победа    |
| 2019 | ZD Awards                                  | Персона года               | Номинация |
| 2019 | Российская национальная музыкальная премия | Лучший хип-хоп исполнитель | Номинация |
| 2019 | MTV                                        | Артист года                | Номинация |
| 2019 | Jager Music Awards                         | Хип-хоп артист года        | Номинация |
| 2018 | Jager Music Awards                         | Хип-хоп артист года        | Номинация |

### Работы
| Год  | Церемония                                  | Категория                             | Работа  | Результат |
| ---- | ------------------------------------------ | ------------------------------------- | ------- | --------- |
| 2019 | Российская национальная музыкальная премия | Лучшая песня к кинофильму или сериалу | Юморист | Номинация |
| 2019 | ZD Awards                                  | Лучший альбом                         | Slime   | Номинация |

## Рейтинги
| Год  | Издание         | Рейтинг                            | Работа              | Место |
| ---- | --------------- | ---------------------------------- | ------------------- | ----- |
| 2017 | VK Music Awards | 30 главных треков года             | «Бургер»            | 20    |
| 2017 | The Flow        | Топ-50 лучших треков 2017          | «Бургер»            | 9     |
| 2017 | The Flow        | Топ-50 лучших треков 2017          | «Baby»              | 20    |
| 2017 | The Flow        | Топ-50 лучших треков 2017          | «Я роняю запад»     | 44    |
| 2017 | The Flow        | Топ-50 отечественных альбомов 2017 | Hate Love           | 48    |
| 2017 | The Flow        | Топ-50 отечественных альбомов 2017 | No Love             | 27    |
| 2018 | The Flow        | Топ-50 лучших треков 2018          | «Салам»             | 30    |
| 2018 | Time Out        | 55 песен 2018 года                 | «Ворованный воздух» | 28    |
| 2018 | Канобу          | Главные русские альбомы 2018       | «Пути неисповедимы» | 3     |
| 2019 | ТНТ Music       | Лучшие клипы 2019                  | «Мой Калашников»    | 25    |
| 2019 | The Flow        | Топ-50 лучших треков 2019          | «Мой Калашников»    | 28    |
| 2019 | The Flow        | Топ-50 лучших треков 2019          | «Юморист»           | 1     |
| 2019 | The Flow        | Лучшие клипы года                  | «Юморист»           | 5     |
| 2019 | The Flow        | Топ-50 отечественных альбомов 2019 | Slime               | 6     |
| 2019 | Rap.Ru          | Лучшие альбомы русского рэпа 2019  | Slime               | 7     |
| 2019 | Vk Music Awards | 10 главных альбомов года           | Slime               | 7     |
| 2019 | Vk Music Awards | 30 главных треков года             | «Юморист»           | 25    |
| 2019 | Apple Music     | Топ-100 России: 2019               | «Юморист»           | 18    |
| 2024 | The Flow        | Топ-50 отечественных альбомов 2024 | «Бог рэпа»          | 30    |

### Видеоисточники
1. ↑  Face о фит с Kizaru, Big Baby Tape, Gone.Flud, Pharaoh, Lizer, Yung Trappa, Yanix, XXXtenacion на YouTube, начиная с 15:42